# Maypacius petrunkevitchi
Maypacius petrunkevitchi là một loài nhện trong họ Pisauridae.
Loài này thuộc chi Maypacius. Maypacius petrunkevitchi được Roger de Lessert miêu tả năm 1933.